# Ваад Леуми
Ваад Леуми, Национальный комитет (ивр. וַעַד לְאֻמִּי‎) — исполнительный орган Собрания депутатов (ивр. אסיפת הנבחרים‎ — Асефат ха-Нивхарим) ишува (еврейской общины подмандатной Палестины) в 1920—1948 годах. С 1928 года официально признан мандатными властями в качестве высшего исполнительного органа самоуправления в еврейском секторе, носившем условное название Кнессет-Исраэль. После основания Государства Израиль структура Ваад Леуми легла в основу структуры правительственного кабинета нового государства.

## Структура и задачи

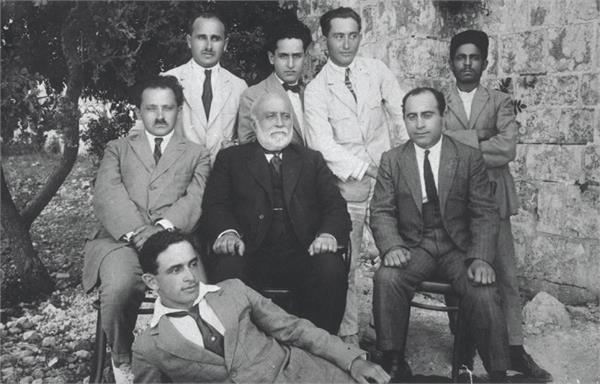
Правление Ваад Леуми, 1923 год

Ваад Леуми, в состав которого входили от 20 до 40 человек, избирался на съездах Асефат Нивхарим и затем собирался не реже одного раза в год; в остальное время исполнительную власть в ишуве осуществлял его исполком. В разные периоды структуру Ваад Леуми возглавляли либо председатель, либо президент; его первым председателем стал раввин Авраам Ицхак Кук. Деятельность Ваад Леуми бойкотировалась некоторыми группами еврейского населения Палестины. Так, его легитимность последовательно отвергали «Агудат Исраэль» и ультраортодоксальные организации старого ишува. С 1944 года в нём не были представлены и другие группы, бойкотировавшие выборы в Асефат Нивхарим четвёртого созыва из-за разногласий в вопросе реформы избирательной системы (Сефардский список, ревизионисты, общие сионисты и Объединение фермеров).
Ваад Леуми представлял интересы еврейской общины Палестины в контактах с британскими мандатными властями и арабскими лидерами. В его функции входило сотрудничество с Всемирной сионистской организацией и Еврейским агентством (все эти задачи выполнял политический отдел организации). Он же представлял палестинских евреев в постоянной мандатной комиссии Лиги Наций, а позднее перед различными комиссиями, призванными разрешить палестинский вопрос, вплоть до Специального комитета ООН, выносившего решение о политическом будущем Палестины. Именно члены Ваад Леуми 14 мая 1948 года ратифицировали в Тель-Авиве Декларацию независимости Израиля.
Несмотря на активность на внешнеполитическом уровне, основные задачи Ваад Леуми сводились к регуляции внутренней жизни ишува. В его ведении находилось школьное образование, здравоохранение и социальная помощь. В структуру Ваад Леуми также входили отдел общин и раввинат. На Ваад Леуми возлагались задачи организации внутренних сил самообороны и безопасности, а в годы Второй мировой войны также мобилизации в ряды британских вооружённых сил.